# نوسفيراتو مصاص الدماء (فلم)
نوسفيراتو مصاص الدماء (بالألمانية: Nosferatu – Phantom der Nacht) هو فيلم دراما، ورعب من تأليف وإخراج المخرج الألماني فرنر هرتزوغ صدر في 17 يناير عام 1979، والفيلم هو إعادة صياغة لفيلم ألماني قديم ظهر عام 1922 أيام السينما الصامتة من إخراج فريدريك مورناو عن رواية برام ستوكر (دراكولا)، حيث يتابع الفيلم انتقال الكونت دراكولا من ترانسيلفانيا إلى ويزمار، ناشرًا الطاعون الأسود عبر الأرض. فقط امرأة نقية القلب يمكنها أن تنهي حكمه المرعب.الفيلم من بطولة كلاوس كينسكي في دور الكونت دراكولا، وإيزابيل أدجاني في دور لوسي هاركر، وبرونو غانز في دور جوناثان هاركر، والفنان والكاتب الفرنسي رولان توبور في دور رينفيلد.

## أحداث الفيلم
يبدأ الفيلم وعدسة الكاميرا تستعرض جثث، بعضها يرتدي ملابس وأحذية، ثم مشهد لخفاش يضرب بجناحيه السماء، وهنا تفيق فتاة من نومها وهي تصرخ صرخة مرعبة، ليقترب منها رجل يحتضنها ويربت على ظهرها. في بيت الوكيل العقاري «جوناثان هاركر» وزوجته الشابة الجميلة «لوسي»، التي تشتكي من تكرار رؤيتها لحلم مرعب، ويؤكد لها جوناثان أنه مجرد كابوس. يسارع جوناثان بإنهاء الإفطار وتودعه لوسي وهي توصية بعدم إرهاق نفسه في العمل. تدور الأحداث في عام 1897، وجوناثان يعمل وكيل عقاري بمدينة ويسمار بألمانيا ورئيسه في العمل «راينفيلد» يكلف جوناثان بأن يحمل المستندات والوثائق اللازمة لبيع منزل للكونت «دراكيولا» والذي يقيم في قلعته فوق جبال كارباثيان الرومانية في «ترانسلفانيا»، ويوعده راينفيلد بعمولة كبيرة، وهو يضحك ضحكات هستيرية. ينطلق جوناثان في رحلة طويلة للوصول إلى القلعة، ويجد في طريقه من ينصحه بعدم مواصلة الرحلة. يرفض السكان حول القلعة مساعدته بتأجير عربة أو حتى بيع حصان ليصل إلى أعلى الجبل حيث تقع قلعة دراكولا. يصل جوناثان إلى القلعة ليلاً ليجد الكونت في انتظاره. وعلى مائدة العشاء يأكل جوناثان بينما دراكولا ينصت لعواء الذئاب وهو يقول:«أصغ..أصغ.. أطفال الليل ينشدون أغنيتهم». يطلب دراكولا مستندات البيت المعروض عليه، وأثناء تقديم المستندات تسقط من يد جوناثان قلادة بها صورة لوسي زوجته، ويراها الكونت وعندما يعرف أنها زوجة جوناثان وأنها ستكون جارته في البيت الجديد يسارع بقوله: «أعطني عقد المنزل، أريد التوقيع عليه فوراً».
يستيقظ جوناثان ليجد نفسه وحيداً، حبيساً بالقلعة التي كل أبوابها مغلقة، وفي ذات الوقت يستعد الكونت دراكولا للإبحار في البحر الأسود من فارنا إلى ويسمار، بسفينة حاملًا معه عددًا من التوابيت المليئة بالأرض الملعونة التي يحتاجها لراحة مصاصي الدماء. يهرب جوناثان من القلعة وينطلق بجواد ليلحق زوجته لوسى قبل وصول سفينة دراكولا إلى ويسمار. تصل السفينة الملعونة إلى البلدة الهادئة، ويصعد رجال السلطة على سطح السفينة ليجدوا القبطان قد فارق الحياة وهو مقيد إلى عجلة القيادة، ولا يوجد الإ جرذان تملأ سطح السفينة. يفحص الطبيب «فان هيلسينج» القبطان ويقرأ دفتر سجل السفينة الذي يصف موت بعض طاقم السفينة، واختفاء البعض الآخر، وآخر الكلمات المسجلة بالدفتر تشير إلى أن موت طاقم السفينة بسبب الطاعون. يفزع الجميع وهم يشاهدون انطلاق الجرذان إلى أرض مدينتهم.
يخيم الظلام على المدينة ويظهر دراكولا خارجاً  من السفينة لنقل توابيته واحداً تلو الآخر إلى بيته الجديد المهجور. يصل جوناثان إلى بيته مريضاً وفي حالة ذهول ليلزم سريره بلا حراك. عندما يحل الليل يظهر دراكولا ويقابل لوسي التي تعرفه من قرائتها لمذكرات جوناثان وهو في قلعة دراكولا. نشاهد مواكب من حاملي نعوش موتى أهالي ويسمار، اما باقي الأهالي يرقصوا ويشربوا انتظاراً للموت. تقرر لوسى التخلص من دراكولا، فجمالها ونقاوتها يصرفان دراكولا عن صياح الديك في أول ضوء النهار ويسقط دراكولا ميتا. ينهض جوناثان من رقوده ليجد لوسي وقد فارقت الحياة بعد انتصارها على دراكولا. في المشهد الأخير نشاهد «جونثان» ينطلق بجواده قائلاً أن لديه الكثير ليفعله وهو يرتدي ملابس سوداء ترفرف مثل دراكولا.

## الممثلون
- كلايوس كينسكي في دور الكونت دراكولا
- إيزابيل أدجاني في دور لوسي
- برونو غانتس في دور جوناثان هاركر

- رولاند توبور: في دور رينفيلد

- والتر لادنجاست: في دور الدكتور أبراهام فان هيلسينج
- دان فان حسين: في دور مراقب
- جان جروث: في دور سيد هاربور
- كارستن بودينوس: في دور شريدر
- مارتي جروهمان: في دور مينا
- ريجيك دو جوير: في دور مسئول المدينة
- كليمنس شيتز: في دور كاتب
- جون ليدي: في دور كوتشمان
- تيم بيكمان: في دور حامل نعش
- لو فان هنسبرج: في دور مارجيت فان هارتينجسفيلد[3]

## الإنتاج

### الخلفية
اشتركت ثلاث شركات في إنتاج هذا الفيلم، هي شركة فرنر هرتزوغ للإنتاج السينمائي، وشركة أفلام غومونت الفرنسية، ومحطة بث تلفزيونية ألمانية للقطاع العام (زي دي اف) بميزانية تقدر بمليون و400 ألف دولار أمريكي، كما حدث مع أفلام هرتزوغ الأخرى يتم التصوير في دلفت (هولندا) بدلا من التصوير في ويسمار (ألمانيا) بطاقم عمل مكون من ستة عشر فرد وترفض سلطات دلفت إطلاق 11000 فأر على أرضها فينتقل هرتزوغ للتصوير في هولندا.
أُنتِجِ الفيلم بثلاث لغات: الألمانية والإنجليزية والرومانية.

### الموسيقى
اعتمد هرتزوغ على فريق موسيقى ألماني اسمه بوبل فوه وهو فريق للموسيقى الحديثة في هذا الوقت وموسيقى الكراتو روك، وجاءت الموسيقى مناسبة للغموض والإثارة المطلوبة وأيضًا استخدم بعضًا من موسيقى فاجنر وبعضًا من الموسيقى الريفية.

### القسوة على الحيوانات
احتاج المخرج لعدد كبير من فئران التجارب البيضاء (11.000 فأر أبيض) لتصوير مشاهد لا يستقيم الفيلم بدونها، ورأى أن اللون الأبيض غير مناسب وإنه يحتاج لفئران رمادية اللون، مما اضطره إلى صباغة الفئران باللون الرمادي، بالإضافة إلى أن بقاء الفئران لفترة طويلة متقاربين أدى إلى أن الفئران أكلت بعضها البعض، واستعان هرتزوغ بعالم أحياء لمعرفة حركة فئران التجارب والتي ستظهر كثيرًا في الفيلم ولكن هذا العالم إستاء من طريقة معاملة الفئران بعد دهانهم بلون رمادي ولم يكمل العمل.

### النقد
منح موقع الطماطم الفاسدة، الفيلم تقييم 94% بناء على آراء 54 مقالة نقد، وهذا ما يعادل 8.2/10، وإعتبره بعض النقاد بمثابة إحياء للفيلم الأصلي الصامت للمخرج مورناو. وحصل الفيلم على جائزة مهرجان برلين لتصميمات الإنتاج، (وهي الصورة الشكلية الكلية لشكل الفيلم).

## روابط خارجية
- مقالات تستعمل روابط فنية بلا صلة مع ويكي بيانات